# Мукеш
Мукеш Чанд Матхур (гінді मुकेश चन्द्र माथुर; 22 липня 1923, Делі, за ін. даними Лудхіяна, штат Пенджаб — 27 серпня 1976, Детройт, штат Мічиган, США), більш відомий як просто Мукеш (гінді मुकेश) — знаменитий індійський співак, один із «золотих голосів» закадрового виконання індійського кіно (поряд з Мухаммедом Рафі, Манна Деєм і Кішоре Кумаром), найбільш відомий як «голос Раджа Капура»

## Біографія і кар'єра
Мукеш Чанд народився в Делі або Лудхіяні (Пенджаб) в сім'ї, яка походить з касти матхур каястха (писарів і чиновників). Його батьками були інженер Зоравар Чанд Матхур і його дружина Чанд Рані; Мукеш був шостим з десяти дітей в сім'ї. Його інтерес до музики розпочався з юності, коли хлопчик прислуховувався з сусідньої кімнати до голосу вчителя музики, найнятого для занять з його сестрою Сундар П'ярі.
Закінчивши десять класів школи, юнак якийсь час продовжував справу свого батька, пропрацювавши близько семи місяців в департаменті громадських робіт в Делі, попутно експериментуючи зі звукозаписом і самостійно займаючись вокалом.
На професійному рівні талант молодого співака був вперше помічений його дальнім родичем, актором Мотілалом Раджваншем, коли Мукеш співав на весіллі сестри. Мотілал взяв його з собою в Бомбей, поселив у себе вдома і організував навчання вокалу у Пандіта Джаганнатха Прасада. У цей же період відбувся його дебют у фільмі на хінді Nirdosh (1941) як співака (з піснею «Dil Hi Bujha Hua Ho To») і екранного актора.
Перша участь Мукеша у фільмі в статусі закадрового виконавця відбулося кількома роками пізніше, у фільмі Pehli Nazar (1945), де він співав за Мотілала. Першою з виконаних закадрово пісень була «Dil Jalta Hai To Jalne De» на музику Аніла Бісваса і слова Ааха Сітапурі. З піснею пов'язаний курйозний випадок, що стався через те, що Мукеш, як і ряд інших відомих співаків Боллівуду, схилявся перед талантом однієї з перших «суперзірок» індійського кіно, актора і співака Кундан Лал Сайгала і на зорі своєї кар'єри намагався йому наслідувати. Згідно популярної історії, коли Сайгал вперше почув пісню «Dil Jalta Hai…», він не зміг пізнати чужий голос і прокоментував: «Дивно, не пам'ятаю, щоб я це виконував».
Згодом композитори і музичні керівники бомбейської студії Аніл Бісвас і Наушад Алі переконали молодого співака, що він може набагато більше, ніж імітувати Сайгала, і Мукеш виробив свій власний вокальний стиль. У фільмах початку «закадрової кар'єри» голос співака використовували для Діліп Кумара, однак, принаймні, з 1953 року він починає озвучувати персонажів Раджа Капура (якого до цього озвучував Мухаммед Рафі) і незабаром стає його постійним «голосом».
У 1974 році Мукеш отримав, в додаток до ряду номінацій і нагород Filmfare Awards, Національну кінопремію Індії за найкраще чоловіче закадрове виконання за пісню «Kai Baar Yuhi Dekha Hai» у фільмі «Rajnigandha» (1974).

### Родина
У 1946 році Мукеш одружився Кандівалі на Сарал Тріведі Райчанд. Оскільки наречена співака була дочкою мільйонера з гуджаратських брахманів, в той час як Мукеш не мав власного будинку, був нижчим за кастою (хоча і теж відноситься до «напівпривілейованих») і мав нерегулярний дохід від, як вважалася, «аморальної» професії, молодим людям довелося втекти від сім'ї. Багато хто обіцяв їм нещасливе життя і швидке розлучення, однак прогнози не виправдалися — Мукеш і Сарал прожили разом кілька десятиліть, відсвяткувавши тридцятиріччя шлюбу 22 липня 1976 року, всього за кілька днів до від'їзду співака в США на останні гастролі. В сім'ї виросли п'ять дітей: Рита, Нітін (пішов по стопах батька в професії закадрового вокаліста), Наліні, Мохніш і Намрата. Онук знаменитого співака від сина Нітіна — актор Ніл Нітін Мукеш.

### Смерть і «посмертна творчість»
З початку 1970-х років Мукеш починає відчувати проблеми зі здоров'ям. Артист помер від серцевого приступу 27 серпня 1976 року в Детройті (США), куди приїхав давати концерти. Цього дня вранці співак став скаржитися на біль у грудях, вийшовши з душу; його негайно доставили в лікарню, проте лікарям залишалося лише констатувати смерть. Концертна програма була завершена колегою артиста, знаменитою співачкою Латою Мангешкар. Остання і супроводила тіло Мукеша на батьківщину, де йому віддали останні почесті багато акторів, кінематографісти і шанувальники. Тіло Мукеша було віддано вогню в крематорії Banganga в південному Бомбеї 30 серпня 1976 року.
Дізнавшись про смерть Мукеша, Радж Капур оплакував свого друга, сказавши про це пізніше: «Коли пішов Джайкішан, я наче втратив руку, коли пішов Шайлендра — іншу. Але коли пішов Мукеш — я загубив своє життя [Meri jaan hi chali gayi] … Мукеш був моїм голосом і моєю душею, я — тільки тілом. Саме він співав сердцям людей всього світу, не я. Радж Капур — лише видимість, побудована з кісток і плоті. Коли він помер, я був зруйнований; я відчував — пішло моє дихання, душа моя…».
За свою кар'єру співак записав близько 1200 пісень. Ряд записаних, але не опублікованих раніше пісень у виконанні Мукеша включалися у фільми ще довгий час після смерті артиста, зокрема, в картинах Dharam Veer, Amar Akbar Anthony, Khel khiladi ka, Darinda and Chandi sona (1977). Це тривало і в наступному році, у фільмах Aahuti, Paramatma, Tumhari kasam та Satyam Shivam Sundaram (де Мукеш виконав пісню Chanchal sheetal цієї посади komal для Шаші Капура, молодшого брата Раджи Капура), і далі, в Shaitan mujarim, Premika, Patthar se takkar (1980), Sanjh ki bela, Maila anchal (1981), Aarohi (1982), Chor mandali (1983), Nirlaj (1985), Love and God (1986), Shubh chintak (1989), аж до фільму Chand grahan в 1997 році.

## Часткова фільмографія
За свою кар'єру Мукеш виконав пісні не менше, ніж для 270 фільмів, принаймні, з 1953 року виконуючи вокальні партії за персонажів Раджа Капура. Крім цього, в п'яти фільмах Мукеш з'являвся і як актор, а в декількох також виконав роль композитора і продюсера. Деякі зняті за життя співака фільми з його закадровим вокалом:
- 1945 — Pehli Nazar
- 1948 — Mela
- 1948 — Aag («Спопеляюча пристрасть»)
- 1949 — Andaz («Репутація»)
- 1951 — Awaara («Бродяга»)
- 1953 — Aah («Дихання кохання»)
- 1953 — Barsaat («Сезон дощів»)
- 1955 — Shree 420 («Пан 420»)
- 1956 — Anuraag
- 1958 — Parvarish («Виховання»)
- 1958 — Phir Subaha Hogi («І знову буде ранок»)
- 1959 — Anari («Простофиля»)
- 1960 — Jis Desh Mein Ganga Behti Hai («В країні, де тече Ганг»)
- 1960 — Chhalia («Шахрай»)
- 1960 — Bumbai ka Babu
- 1960 — Hum Hindustani («Ми індійці»)
- 1960 — Banjarin
- 1960 — Mera Ghar Mere Bachhe
- 1960 — HoneyMoon («Медовий місяць»)
- 1962 — Phool Bane Angarey
- 1962 — Aashiq
- 1963 — Dil Hi To Hai («Весілля моєї коханої»)
- 1963 — Akeli Mat Jaiyo
- 1963 — Parasmani
- 1964 — Dil Chahta Hai
- 1964 — Sangam («Сангам»)
- 1964 — Ishaara («Знак»)
- 1965 — Himalay ki God Mein
- 1966 — Lal Bungla
- 1967 — Gunaho ka devta
- 1967 — Raat Aur Din («Ніч і день»)
- 1968 — Saraswatichandra
- 1969 — Sambandh
- 1969 — Vishwas
- 1970 — Mera Naam Joker («Мое і'мя Клоун»)
- 1971 — Anand
- 1972 — Ek Bar Muskura Do
- 1972 — Shor
- 1974 — Roti Kapada Aur Makaan
- 1975 — Dharam Karam («Перехитрити долю»)
- 1975 — Dus Numbari
- 1975 — Sanyasi
- 1975 — Do Jasoos («Два детективи»)
- 1976 — Kabhi Kabhie
- 1977 — Darinda
- 1977 — Dharam Veer
- 1978 — Satyam Shivam Sundaram («Істина, любов і краса»)

## Номінації та нагороди
За свою кар'єру Мукеш отримав радий номінацій і нагород кількох інституцій в категорії «Найкращий закадровий чоловічий вокал».

### Filmfare Award
Номінації
| Рік  | Пісня                           | Фільм                    | Композитор                                             | Автор слів      |
| ---- | ------------------------------- | ------------------------ | ------------------------------------------------------ | --------------- |
| 1960 | «Hothon Pe Sacchai Rehti Hai»   | «У країні, де тече Ганг» | Шанкар-Джайкішан                                       | Шайлендра       |
| 1964 | «Dost Dost Na Raha»             | «Санг»                   | Шанкар-Джайкішан                                       | Шайлендра       |
| 1967 | «Sawan Ka Mahina»               | «Побачення»              | Лакшмікант Шантарам Кудалкар, П'ярелал Рампрасад Шарму | Ананд Бакши     |
| 1970 | «Bas Yehi Apradh Main Har Baar» | Pehchan                  | Шанкар-Джайкішан                                       | Гопалдас Нірадж |
| 1972 | «Ek Pyar Ka Nagma»              | «Звук»                   | Лакшмікант/П'ярелал                                    | Сантош Ананд    |
| 1975 | «Main Na Bhoolunga»             | «Хліб насущний»          | Лакшмікант/П'ярелал                                    | Ананд Бакши     |
| 1976 | «Main Pal Do Pal Ka Shayar»     | «Любов — це життя»       | Мохаммед Заур Хайям                                    | Сахір Лудхіанві |
| 1977 | «Suhani Chandni Raten»          | «Звільнення»             | Рахул Дев Бурман                                       | Ананд Бакши     |
| 1978 | «Chanchal Sheetal»              | «Істина, любов і краса»  | Лакшмікант/П'ярелал                                    | Ананд Бакши     |

Премії
| Рік  | Пісня                        | Фільм              | Композитор          | Автор слів      |
| ---- | ---------------------------- | ------------------ | ------------------- | --------------- |
| 1959 | «Sab Kuch Seekha Humne»      | «Простак»          | Шанкар-Джайкішан    | Шайлендра       |
| 1970 | «Sabse Bada Naadan»          | Pehchan            | Шанкар-Джайкішан    | Варма Маіик     |
| 1972 | «Jai Bolo Beimaan Ki»        | Be-Imaan           | Шанкар-Джайкішан    | Варма Малік     |
| 1976 | «Kabhi Kabhie Mere Dil Mein» | «Любов — це життя» | Мохаммед Заур Хайям | Сахір Лудхіанві |

### Премії Бенгальської Асоціації Кіножурналістів
- 1967 — за фільм «Третя клятва»
- 1968 — за фільм «Побачення»
- 1970 — за фільм Saraswatichandra

### Національна кінопремія Індії
- 1974 — за пісню «Kai Baar Yuhi Dekha Hai» у фільмі Rajnigandha